# ダルウィン・セレン
ダルウィン・アデルソ・セレン・デルガド（Darwin Adelso Cerén Delgado, 1989年12月31日 - ）は、エルサルバドル・ラ・リベルタ県ケサルテペケ出身のサッカー選手。メジャーリーグサッカー・ヒューストン・ダイナモ所属。ポジションはMF。

## クラブ経歴
2009年に国内リーグのCDフベントゥー・インデペンディエンテでプロデビュー。チームの主力選手として活躍し、2012-13シーズンには34試合10ゴールを記録。
2014年6月2日、2015年よりメジャーリーグサッカーに参入することになっていたオーランド・シティSCと契約。2014年シーズンはユナイテッドサッカーリーグでプレーし、翌2015年シーズンの3月8日のニューヨーク・シティFC戦でMLSデビュー。5月17日のロサンゼルス・ギャラクシー戦で、MLS初ゴールを決めた。
2016年8月3日、マティアス・ペレス・ガルシアとのトレードでサンノゼ・アースクエイクスに移籍。
2018年1月19日、ヒューストン・ダイナモと契約した。

## 代表経歴
2012年にU-23のエルサルバドル代表でプレーし、同年524日のニュージーランド戦でフル代表デビュー。2013年5月23日のベネズエラ戦で代表戦初ゴールを決めた。CONCACAFゴールドカップには2015年大会から出場。2017年大会には決勝トーナメント進出に貢献した。しかし、同年大会準々決勝のアメリカ戦で、オマール・ゴンザレスに噛み付き行為を行ったとして退場処分。後に出場停止処分を下される羽目になり、試合も0-2で敗れた。

## 人物
- 弟のオスカル・セレンもサッカー選手で、エルサルバドル代表で共にプレーしている。
- 2015年にアメリカ合衆国のグリーンカードを取得した[要出典]。